# Black Pearl
«Black Pearl» es una canción de la boy band surcoreana EXO interpretada por los subgrupos EXO-K y EXO-M. La canción fue incluida en el primer álbum de estudio del grupo titulado XOXO, el cual se publicó el 3 de junio de 2013.

## Composición
«Black Pearl», de acuerdo con el sitio web de música coreana Naver, tiene un sonido agresivo de instrumentos de cuerda, combinado con dubstep.
La canción fue compuesta por 2xxx!, Hyuk Shin, DK, Deanfluenza, Jasmine Kearse, Brittani Branco y JJ Evans. Hyuk Shin y DK han colaborado anteriormente con las canciones «Angel» y «Don't Go» de EXO, y «Dream Girl» de SHINee. Hyuk Shin también trabajó con Jasmine Kearse y Brittani Branco en el sencillo de Fiestar «We Don't Stop». El arreglo de «Black Pearl» fue hecho por Hyuk Shin y 2xxx!
La letra en coreano fue escrita por Seo Ji Eum que también contribuyó con «Twinkle» de Girls' Generation-TTS y «Electric Shock» de f(x). Las letras en inglés para el rap fue proporcionada por la Jam Factory. Liu Yuan escribió la versión en mandarín de la canción, así como otros tres temas del disco.

## Lanzamiento
El «desarrollo» de la canción fue producido y grabado en 2011, antes del debut oficial de EXO en la industria del entretenimiento, pero no se incluyó en su primer EP Mama. La versión instrumental de «Black Pearl» fue utilizado como música de fondo en el teaser individual del miembro Sehun.

## Recepción
El sitio web de noticias de K-pop Allkpop consideró a «Black Pearl» y «Heart Attack», particularmente interesante diciendo «son baladas oscuras que realmente coinciden bien con motivos míticos de EXO». Soulbeats también estaba contento con la canción señalando que tiene un buen ritmo e hizo una «buena» transición de «Baby, Don't Cry». El revisor elogió a la banda por su producción y un buen coro. El crítico McRoth señaló que la canción es el más fuerte y más fascinante de XOXO.

## Presentaciones en vivo
La canción también fue incluida en el set-list del festival de invierno con sus compañeras de agencia f(x), SM Town Week: «Christmas Wonderland» los días 23 y 24 de diciembre en KINTEX en Goyang.

## Posicionamiento en listas
| Lista (2013)                 | Mejor posición |
| ---------------------------- | -------------- |
| Gaon Singles Chart           | 81             |
| Gaon Monthly Singles Chart   | 195            |
| Gaon Local Singles Chart     | 81             |
| Gaon Streaming Singles Chart | 199            |
| Gaon Download Singles Chart  | 53             |
| Gaon Background Music Chart  | 80             |
| Billboard K-Pop Hot 100      | 99             |

| Lista (2013)                             | Mejor posición |
| ---------------------------------------- | -------------- |
| Gaon International Singles chart         | 39             |
| Gaon Monthly International Singles chart | 178            |